# Star Control (игра)
Star Control — первая часть серии игр Star Control, разработанная  Toys For Bob и выпущенная Accolade для DOS в июле 1990 года.

## Геймплей

Начальная заставка игры

Star Control состоит из двух режимов — стратегического и аркадного, в любом из них два противника играют соответственно за «Иерархию Ур-Куанов» (Ur-Quan Hierarchy) и «Альянс свободных звёзд» (Alliance of Free Stars). Флот состоит из кораблей различных рас входящих в ту или иную фракцию. У каждого корабля есть основное оружие и спецвозможность, уникальные для каждой расы, все корабли отличаются друг от друга не только изображением, но и характеристиками. Роль очков жизни играет экипаж, когда убивают всю команду — корабль взрывается.

### Стратегический режим
Игра состоит из нескольких миссий, цель каждой миссии — уничтожение флота и колоний противника. В StarCon 1 звездные системы могли быть использованы как шахты или как колонии, в зависимости от их разновидности, на них также можно возвести фортификацию, которая давала время прислать боевые корабли до того как противник разорит систему. В стратегическом режиме команду можно пополнять в звёздных системах с колониями.

### Бой
В режиме битвы сражения проходят один на один, победивший корабль остаётся на поле, а проигравший выбирает следующий корабль из своей флотилии. Битва проходит до тех пор пока у одной из сторон не кончатся корабли.
Можно выбрать один из четырёх режимов игры:
- «Человек» — игрок определяет стратегию и управляет кораблями своей стороны во время боя.
- «Киборг» — игрок определяет стратегию своей стороны, компьютер ведёт бой за обе стороны.
- «Пситрон» — компьютер определяет стратегию обеих сторон, игрок управляет кораблями своей стороны в бою.
- «Компьютер» — компьютер и определяет стратегию, и ведёт бои за обе стороны. Этот режим может позволить игроку изучить тактику и ценные приёмы для дальнейшей самостоятельной игры.

### Тренировка
В игре имеется отдельный режим Melee, представляющий из себя только аркадную часть основного геймплея, в котором можно устроить бой между любыми, имеющимися в игре кораблями, независимо от их принадлежности к какой-либо стороне в основном сюжете. Этот режим удобно использовать как для изучения боевых характеристик кораблей, так и для тренировки боёв, для использования полученных навыков в основной игре.

## Расы
Альянс свободных звёзд:
- Ченджесу (Chenjesu) — раса, состоящая из кристаллов кремния; негласные лидеры Альянса. Первая раса, официально связавшаяся с людьми. Корабль: Дом выводка (Broodhome).
- Ехаты (Yehat) — раса благородных птеродактилей, говорящих с шотландским акцентом. Корабль: Терминатор (Terminator).
- Сирены (Syreen) — раса голубокожих гуманоидов, почти идентичных людям, по-видимому, даже генетически. После гибели их планеты, их осталось считанные тысячи, большинство из которых — женщины. Корабль: Проникатель (Penetrator).
- Земляне (Earthling) — оказавшись на пути Иерархии, у людей не осталось выбора, кроме как вступить в Альянс и бороться за свободу, используя ракеты и лазерные орудия оставшиеся со времён холодной войны XX века. Корабль: Крейсер (Cruiser).
- Шофиксти (Shofixti) — раса сумчатых грызунов-воинов, поднятых технологически Ехатами, которых они считают покровителями. Шофиксти имеют строгий кодекс чести, напоминающий бусидо, и даже говорят с лёгким японским акцентом. Корабль: Разведчик (Scout).
- Ммрнмхрм (Mmrnmhrm) — раса роботов, являющиеся близкими союзниками Ченджесу, может быть, из-за того, что обе расы так непохожи на другие. Корабль: Икс-форм, или Трансформер (X-Form, Transformer).
- Арилу Лали’лэй (Arilou Lalee’lay) (или просто Арилу, Arilou) — маленькие зелёные человечки, которые давно следят за людьми. Присоединились к Альянсу одновременно с людьми. Корабль: Ялик (Skiff), похожий по форме на классическую летающую тарелку.

Иерархия Ур-Куанов:
- Ур-Кваны (Ur-Quan) (Кзер-За, Kzer-Za) — гигантские зелёные многоножки с очень сильным территориальным инстинктом. Они создали свою Иерархию десять тысяч лет назад для покорения галактики. Для переговоров используют «говорящих зверюшек» (Talking Pet). Корабль: Дредноут (Dreadnought).
- Майконы/Миконы (Mycon) — грибообразные существа, со странной религией или философией Джаффо-Уап. Добровольно присоединились к Иерархии для увеличения своих владений. Корабль: Стручок (Podship).
- Спати (Spathi) — моллюски, которые боятся всего на свете. Именно страх сделал из них космическую расу после появления на их планете кровожадных хищников. Из-за шутки Умга, Спати были сделаны боевыми рабами, а не заточены под «щитом неволи». Даже после этого Спати предпочитают убегать от битв, а не драться. Корабль: Дискриминатор/Уклонитель (Discriminator/Eluder).
- Андросинты (Androsynth) — клоны людей, изначально выведенные как образец идеального человека, но потом превращённые в рабов под предлогом того, что у людей, выведенных искусственно, не может быть полноценных прав. Вскоре они втайне разработали корабли, способные к межзвёздным перелётам (сами люди получили эту технологию только через тридцать лет от Ченджесу) и сбежали из Солнечной системы. С тех пор они ненавидят людей за рабство и неспособность продолжения своего рода. Корабль: Хранитель (Guardian).
- ВАКСы/ВУКСы (VUX, Very Ugly Xenoform) — зелёные одноглазые существа, имеющие щупальца вместо конечностей. Во время первого контакта с ВАКСами, человеческий капитан случайно их оскорбил. Этот дипломатический кризис дал время Иерархии покорить ВАКСов, сделав их боевыми рабами. ВАКСы не переносят вид других рас, считая их отвратительными. Корабль: Нарушитель (Intruder).
- Илраты (Ilwrath) — большие пауки, нападающие на слабые расы. Они поклоняются двум богам — Догару и Казону, называемым ими богами Зла и Тьмы. Корабль: Мститель (Avenger).
- Умга (Umgah) — бесформенные комочки плоти, прославившиеся своеобразным чувством юмора, имеют навыки биоинженерии. Корабль: Трутень (Drone).